# 浅野長道
浅野 長道（あさの ながみち、安政3年6月27日（1856年7月28日） - 1912年（大正元年）8月4日）は、大正から昭和時代前期の政治家。愛媛県松山市長。幼名は房五郎。

## 経歴・人物
松山城下八坂町にて浅野長英の長男として生まれる。1877年（明治10年）愛媛県師範学校（愛媛大学教育学部の前身のひとつ）を卒業後、派駐訓導を務める。
のち官界に入り、1878年（明治11年）下浮穴郡書記、伊予郡書記として学務係に任じ、1881年（明治14年）下浮穴・伊予郡書記、1886年（明治19年）三野・豊岡郡書記、1887年（明治20年）神奈川県属を経て、1899年（明治32年）温泉郡長に就任した。1902年（明治35年）2月7日、市会で推され、松山市長に就任。1908年（明治41年）2月、任期満了に伴い退官した。のち、越智郡長になり，1910年（明治43年）4月に退官した。